# 동거 (2000년 영화)
동거(Tillsammans, Together)는 이탈리아에서 제작된 루카스 무디슨 감독의 2000년 코미디, 드라마 영화이다. 리사 린드그렌 등이 주연으로 출연하였고 라스 존슨 등이 제작에 참여하였다.
메가필름페스티발 소개 제목은 투게더이다.

## 출연

### 주연
- 리사 린드그렌
- 미카엘 니크비스트

### 조연
- 엠마 사무엘손
- 샘 케셀
- 구스타프 해마스튼
- 안자 룬드크비스트
- 올레 사리

## 제작진
- 공동제작: 피터 알바엑 옌센